# Ricardo Blasco Soler
Ricardo Blasco Soler (1852 - 1917), dramaturgo español, hermano menor del también dramaturgo Eusebio Blasco, mucho más inspirado y popular que él.

## Biografía
Provenía de familia aristocrática y su padre era arquitecto. Al contrario que su hermano Eusebio, no fue un dramaturgo demasiado fecundo u original: la mayor parte de sus obras son refundiciones de obras de autores franceses o italianos, especialmente Maurice Hennequin, piezas en colaboración o ambas cosas, casi siempre jocosas y en un acto: vodeviles, juguetes cómicos... Sí parecen ser suyas íntegramente El aventurero: comedia en cuatro actos (Madrid, 1912) y No la hagas y no la temas. Comedia Madrid, 1913. Como curiosidad cabe señalar que contribuyó a popularizar la leyenda del Ratoncito Pérez a través de las piezas El ratoncito Pérez: juguete cómico en un acto y en prosa, imitado del francés (1900)  y El ratoncito Pérez: juguete cómico en un acto y en prosa (Madrid: R. Velasco, 1906), quizá la misma obra, poco después que el padre Luis Coloma la adaptara e introdujera en España.
Fue el corresponsal en Francia de La Correspondencia de España.
- Datos: Q21483838
- Multimedia: Ricardo Blasco Soler / Q21483838